# Instituto Nacional de Ciencias Médicas y Nutrición
L'Instituto Nacional de Ciencias Médicas y Nutrición plus formellement appelé Instituto Nacional de Ciencias Médicas y Nutrición Salvador Zubirán, est une institution de l’assistance publique appartenant au secrétariat à la Santé du Mexique. Il fait partie de l'ensemble de douze hôpitaux hautement spécialisés qui assurent des services relatifs à la santé publique à population mexicaine. Le 26 mai 2000 l'«Instituto Nacional de la Nutrición Salvador Zubirán» change de nom et adopte celui de Instituto Nacional de Ciencias Médicas y Nutrición Salvador Zubirán, nom qui reflète de façon plus adéquate les activités d'attention médicales, de recherche et d'enseignement qui ont lieu dans l'institut, dans le domaine de la médecine interne, la chirurgie et la nutrition.